# Phanoxyla varia
Phanoxyla varia är en fjärilsart som beskrevs av Alfred Ernest Wileman 1910. Phanoxyla varia ingår i släktet Phanoxyla och familjen svärmare. Inga underarter finns listade i Catalogue of Life.